# Carmichaelova domněnka
Carmichaelova domněnka je otevřený problém z teorie čísel týkající se oboru hodnot Eulerovy funkce {\displaystyle \varphi (n)}. Domněnka spočívá v tvrzení, že každé číslo z tohoto oboru hodnot má alespoň dva předobrazy, tzn. neexistuje {\displaystyle n\in \mathbb {N} } takové, že rovnice {\displaystyle \varphi (x)=n} má právě jedno řešení.
Podle Schlafly & Wagon by případný protipříklad musel mít alespoň {\displaystyle 10^{7}} číslic, tzn. překročit {\displaystyle 10^{10^{7}-1}} . V roce 1999 tuto hranici posunul Kevin Ford na {\displaystyle 10^{10}} číslic.
Robert Carmichael tuto domněnku publikoval roku 1907, ovšem chybně jako větu. Chybu v důkazu objevil a publikoval roku 1922. Problém zůstává dosud nerozhodnut.